# アリス・クーパー
アリス・クーパー（Alice Cooper、1948年2月4日 - ）は、アメリカ合衆国のミュージシャン、シンガーソングライター、俳優。
1970年代前半に『アリス・クーパー』のメンバーとして活動し、ロック音楽と演劇的ショーを融合してアメリカのグラムロックの代表格になった。その幻想的かつ創造的なパフォーマンスはショック・ロックとも形容された。代表曲には「スクールズ・アウト」（1972年）、「アリスは大統領」(1973年）、「ノー・モア・ミスター・ナイス・ガイ」(1973年）などがある。
1975年に『アリス・クーパー』が解散した後はソロとして活動。代表曲に「ポイズン」（1989年）などがある。

## 来歴
ミシガン州デトロイト出身、出生名はヴィンセント・デイモン・ファーニア（Vincent Damon Furnier）。

### 『アリス・クーパー』での活動

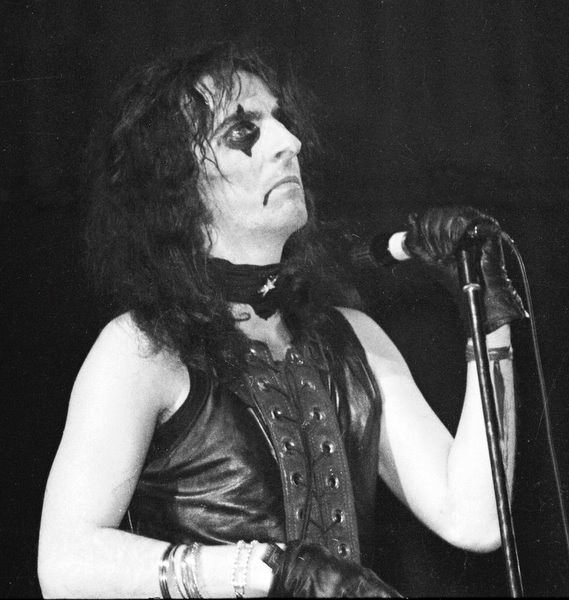
トレードマークの顔ペイント開始の頃 (1972年)

1969年、クーパー（ボーカル）、グレン・バクストン（リード・ギター）、マイケル・ブルース（リズム・ギター）、デニス・ダナウェイ（ベース・ギター）、ニール・スミス（ドラムス）からなる『アリス・クーパー』は、フランク・ザッパのストレイト・レコードと契約を結び、デビュー・アルバム『プリティーズ・フォー・ユー』を発表した。同年9月13日、トロント・ロックンロール・リバイバルに出演し、翌日の全国紙でクーパーがニワトリを噛みちぎってその血を聴衆に吹きかけたと報道された。しかし彼は、ニワトリを聴衆に向かって投げたところ車椅子の観客に踏み潰されたのだ、と語っている。ストレイト・レコードからは1970年に『イージー・アクション』、1971年に『エイティーン』を発表。後者の共同プロデューサーの一人にボブ・エズリンを迎えた。
同年、ワーナー・ブラザーズに移籍して『キラー』を発表。翌1972年に発表したアルバム『スクールズ・アウト』がティーンエイジャーを中心に支持され大ヒットし、クーパーは一躍人気ロッカーとなった。同アルバムのオリジナル・アナログ盤は紙製のパンティーに包まれていたことも話題となった。
1973年、「アリスは大統領」を収録したアルバム『ビリオン・ダラー・ベイビーズ』を発表。クーパーは同アルバムのプロモーションのために、実際にアメリカ大統領選挙に出馬している。彼の回想によれば、ジョン・レノンは「アリスは大統領」を気に入って、三日続けて彼のもとへ通ってきたという。同アルバムからは「ノー・モア・ミスター・ナイス・ガイ」もヒットした。1973年にはシュルレアリスム画家のサルバドール・ダリが自ら希望して彼のショウに出演した。
1974年、映画『007 黄金銃を持つ男』の主題歌候補として「黄金銃を持つ男」を歌うが、最終選考でルルに敗れた。
『アリス・クーパー』はアルバム『マッスル・オブ・ラヴ』（1973年）を発表後、1975年に解散を発表した。

### ソロ活動

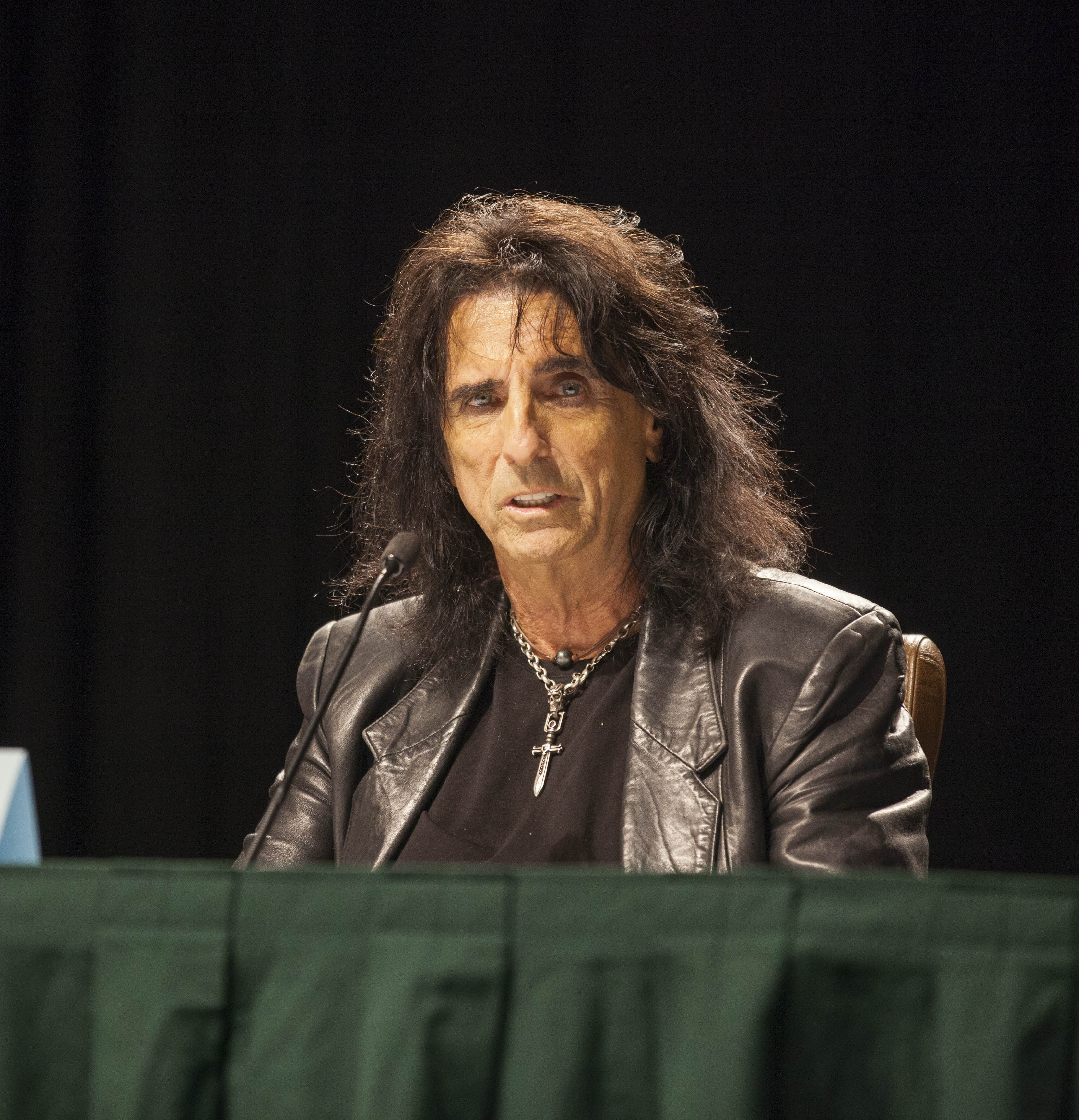
近年の素顔 (2012年)

同年、クーパーはソロ活動を開始し、初のソロ・アルバム『悪夢へようこそ』を発表。
1980年代初頭には勢いを失うが、1980年代中期から再び脚光を浴び、1989年には豪華ゲストを迎えた『トラッシュ』が大ヒットを記録した。その後も幾度となく浮沈を繰返したが、現在においてもなお精力的に活動を行っており、「キッス」や「エアロスミス」と並ぶ、アメリカン・ハードロック界の重鎮ともいえる存在である。
クーパーのバンドは、後に「ウィンガー」を結成するキップ・ウィンガーや「メガデス」などで活躍するアル・ピトレリを初めとした、多くのプレイヤーを輩出した。

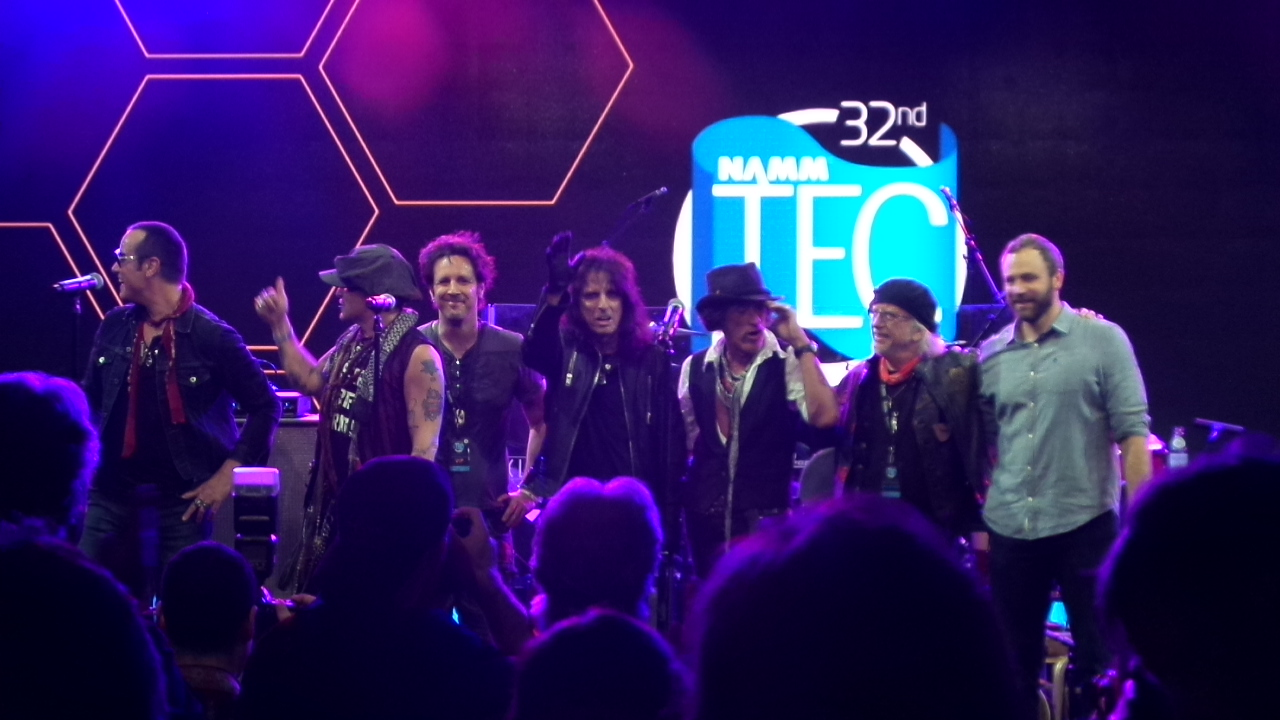
米国『TEC Awards』にて俳優仲間と (2017年1月)

俳優としても活躍し、TVシリーズ『名探偵モンク』シーズン5第2話「悪夢のゴミ戦争」に本人役で出演、映画『エルム街の悪夢』シリーズの『ザ・ファイナルナイトメア』にも出演。映画『ダーク・シャドウ』にも本人役で出演した。

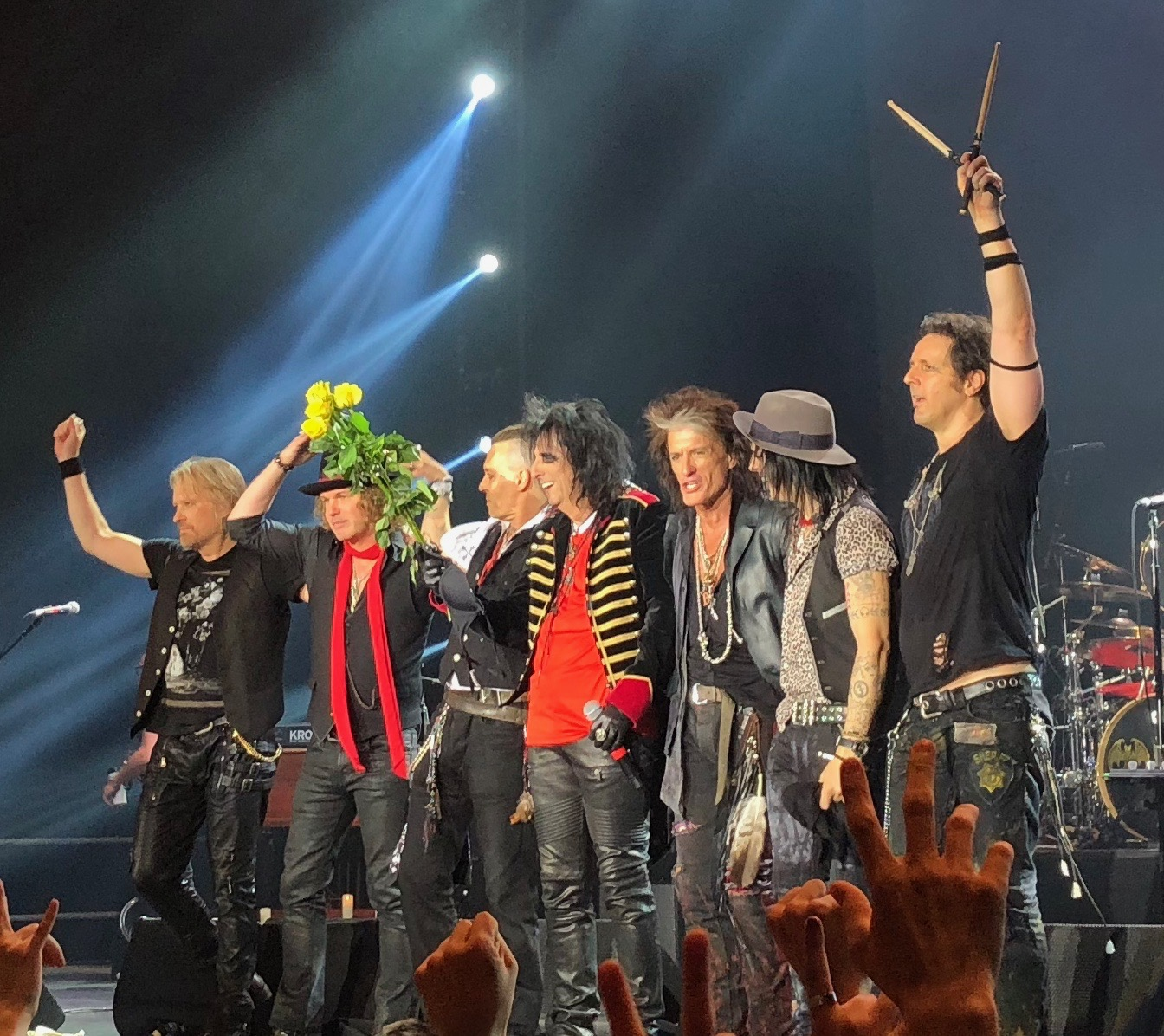
ハリウッド・ヴァンパイアーズ - ロシア公演 (2018年5月)

近年は、意気投合したジョニー・デップらとスーパーグループ・プロジェクト「ハリウッド・ヴァンパイアーズ」を発足させ、ボーカリストとして名を連ねている。
2011年、『アリス・クーパー』がロックの殿堂入りした。式典にはクーパーら存命する元メンバー全員が出席し、ロブ・ゾンビから表彰された。
2014年、ドキュメンタリー映画"Super Duper Alice Cooper"が公開された。
2024年、"Biography: Alice Cooper"が公開された。

## 人物

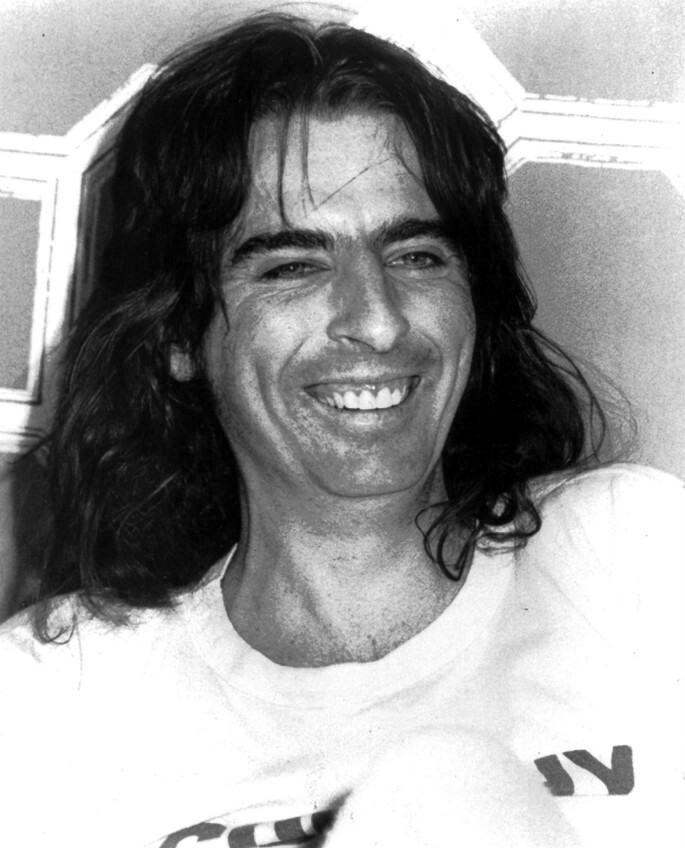
若き日の素顔 (1976年)

アリス・クーパーの名は若い頃に見た夢に出てきた魔女の名前からとったというエピソードが有名だが、真相は、可愛らしい女の子の名前を付けて実際の音楽とのギャップを狙ったものであると、本人が『プライム・カッツ』のなかで証言している。
グラムロックのスターだった1970年代前半にはパンダのようなメイクをしており、ダミ声ともいえる唱法で一世を風靡した。
ショック・ロックの元祖として一部のロッカーに慕われている。オジー・オズボーン、エアロスミス、トーキング・ヘッズ、ガンズ・アンド・ローゼズをはじめ、特にグラムロックやハードロックのミュージシャンが彼のファンであることを告白し、ベスト盤の特別収録曲にバッキング・メンバーとして参加している。
マスメディアに政治的な保守派だと決めつけられているが、2016年の大統領選挙で出馬を検討したり、トム・ハンクスに投票すると語るなど、一筋縄ではいかない人物である。時にその実像が、世間でのイメージとの乖離を生じ、パーティー・クラッシャーと誤解されがちな一面も持つ。当人はパーティーも好む気さくな人物である。

## ギャラリー

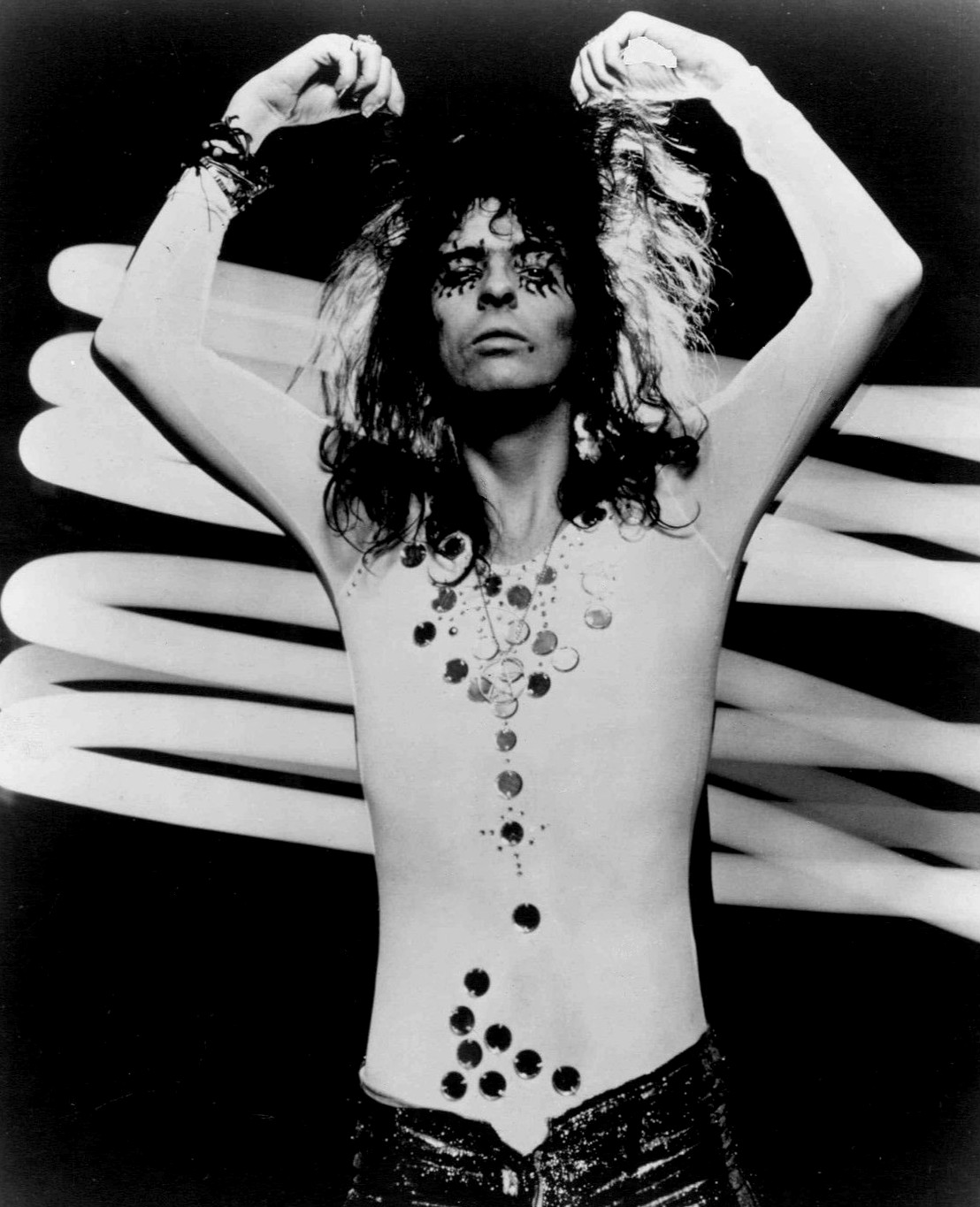
1972年
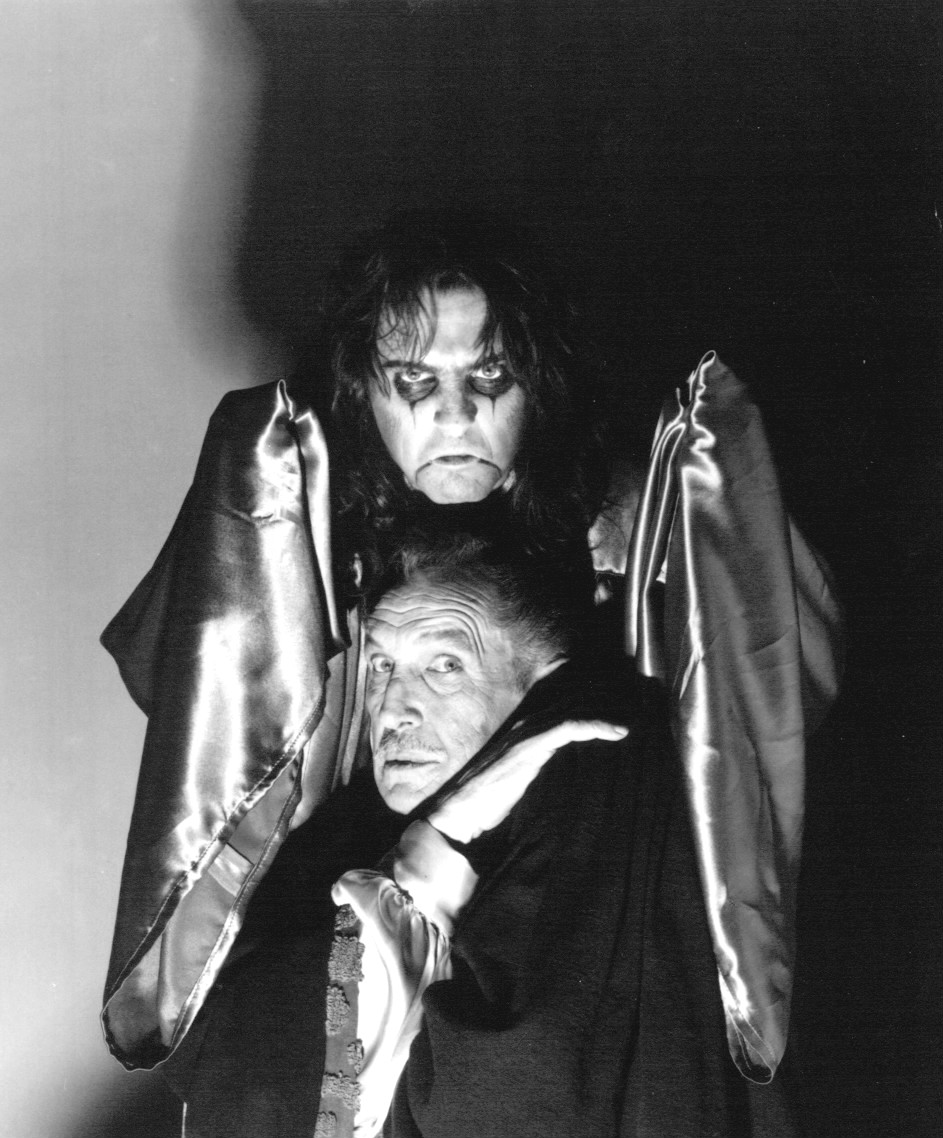
1975年
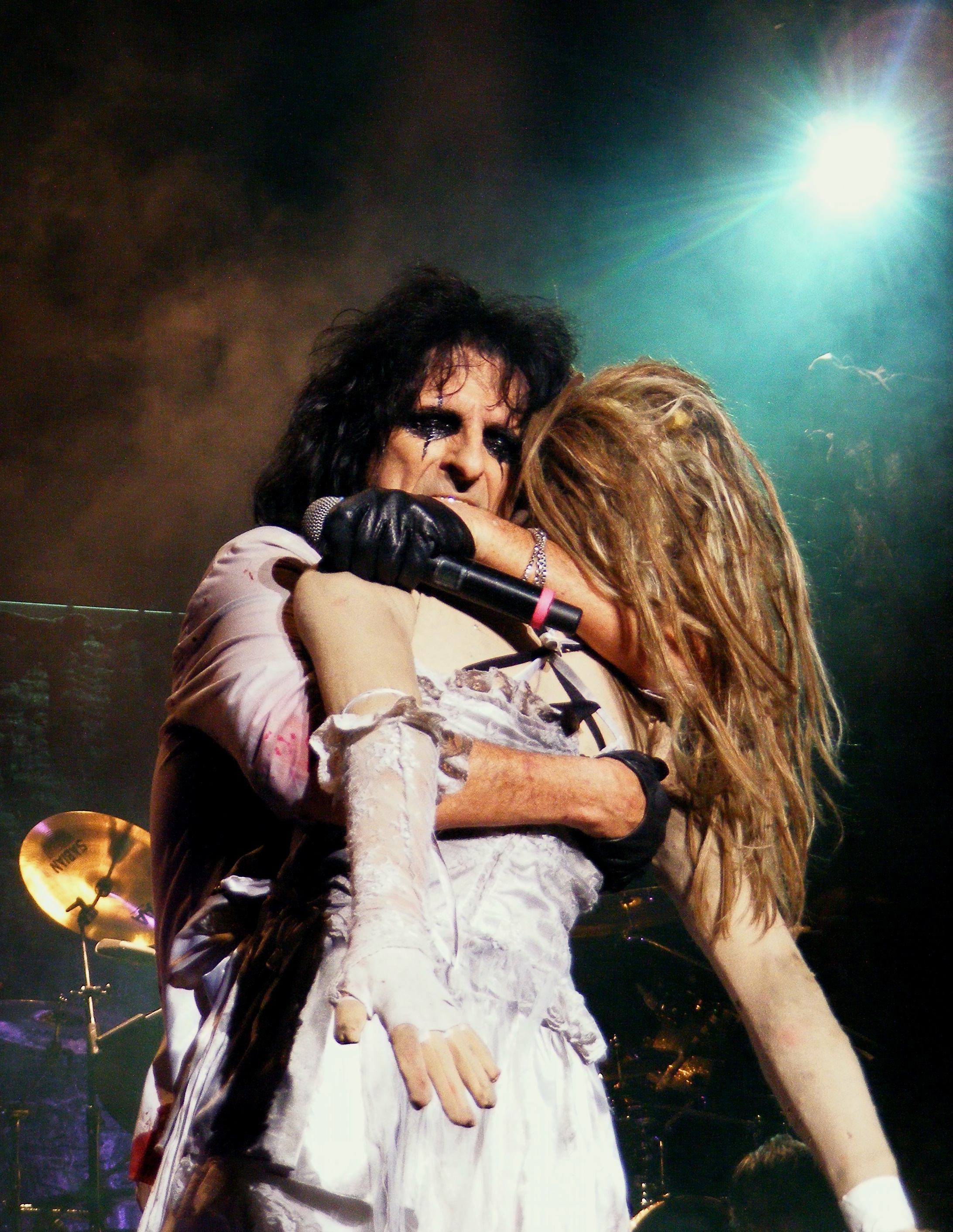
2008年
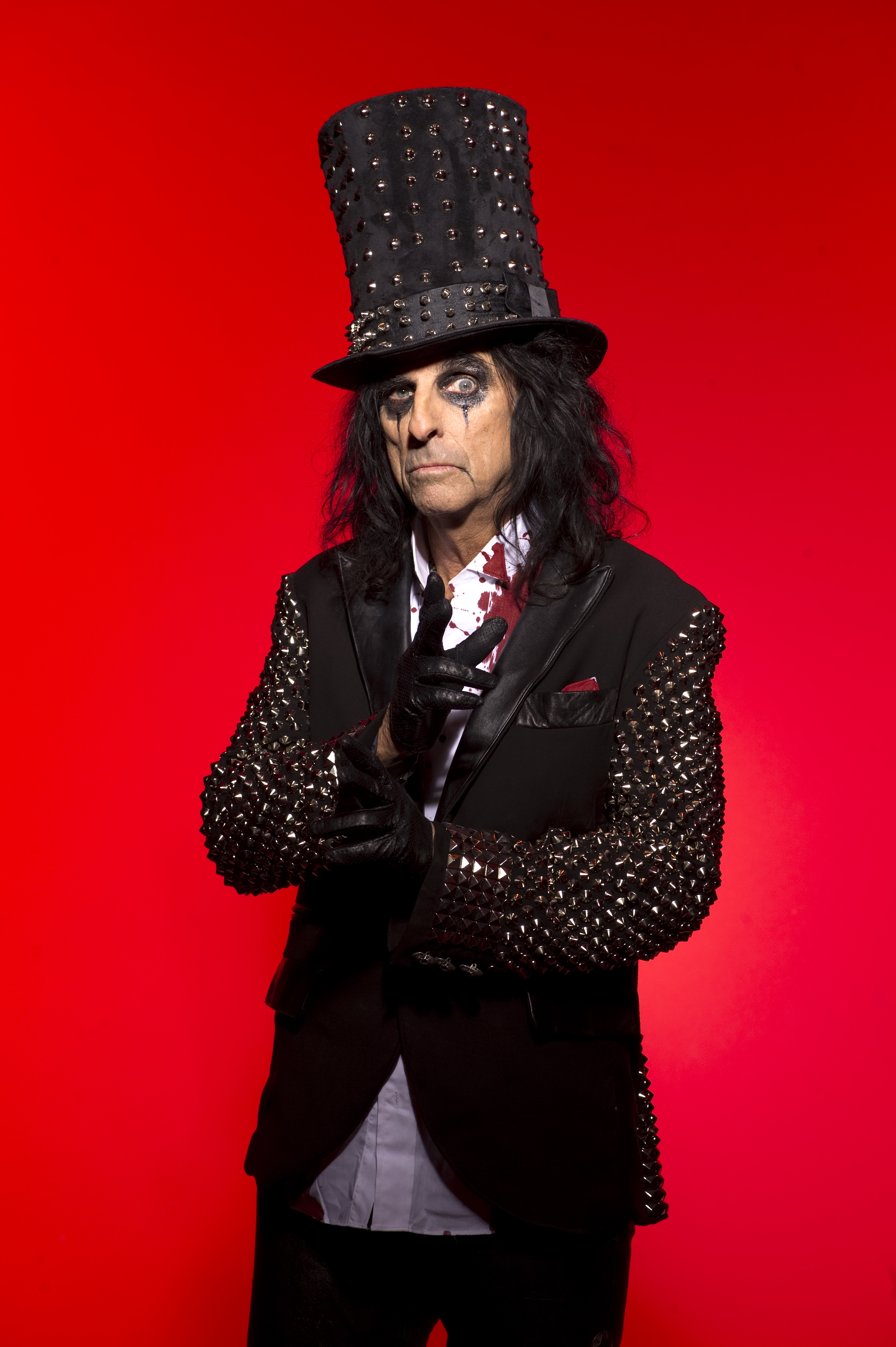
2011年
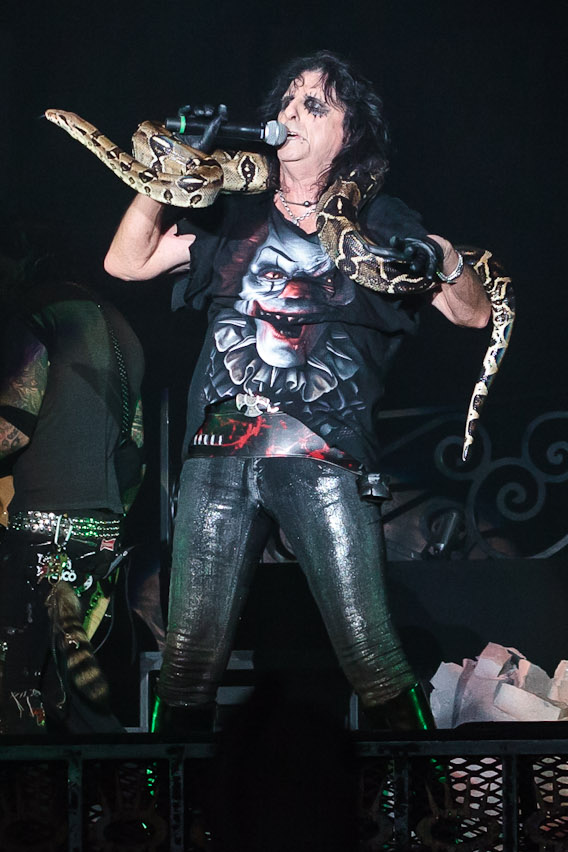
2012年
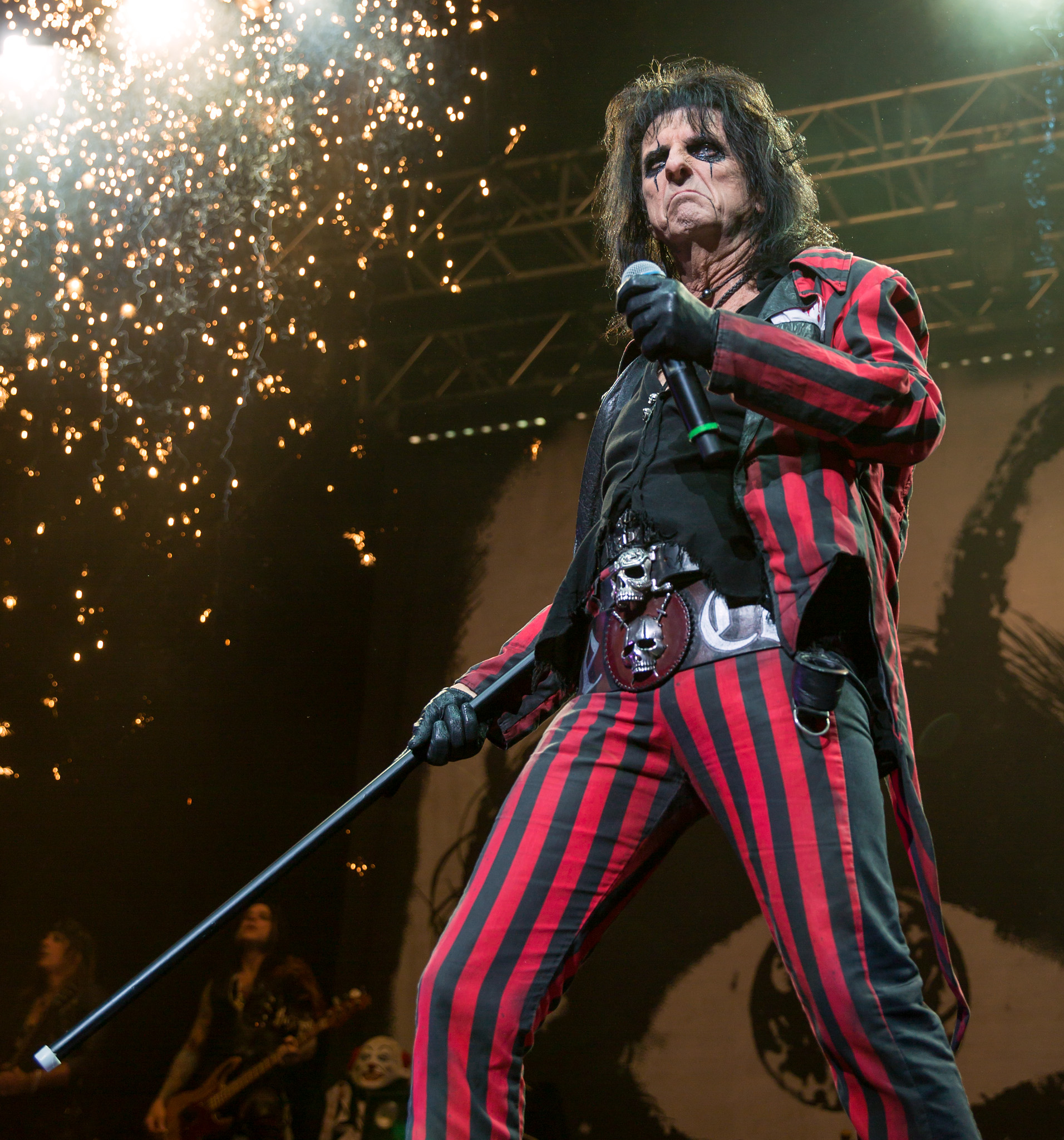
2015年

## アリス・クーパー・バンド
現ラインナップ
- アリス・クーパー (Alice Cooper) - ボーカル、ハーモニカ (1963年- )
- ライアン・ロキシー (Ryan Roxie) - リードギター (1996年-2006年、2012年- )
- トミー・ヘンリクセン (Tommy Henriksen) - リズムギター (2011年- )
- ニタ・ストラウス (Nita Strauss) - リズムギター (2014年- )
- チャック・ガーリック (Chuck Garric) - ベース (2002年- )
- グレン・ソーベル (Glen Sobel) - ドラムス (2011年- )

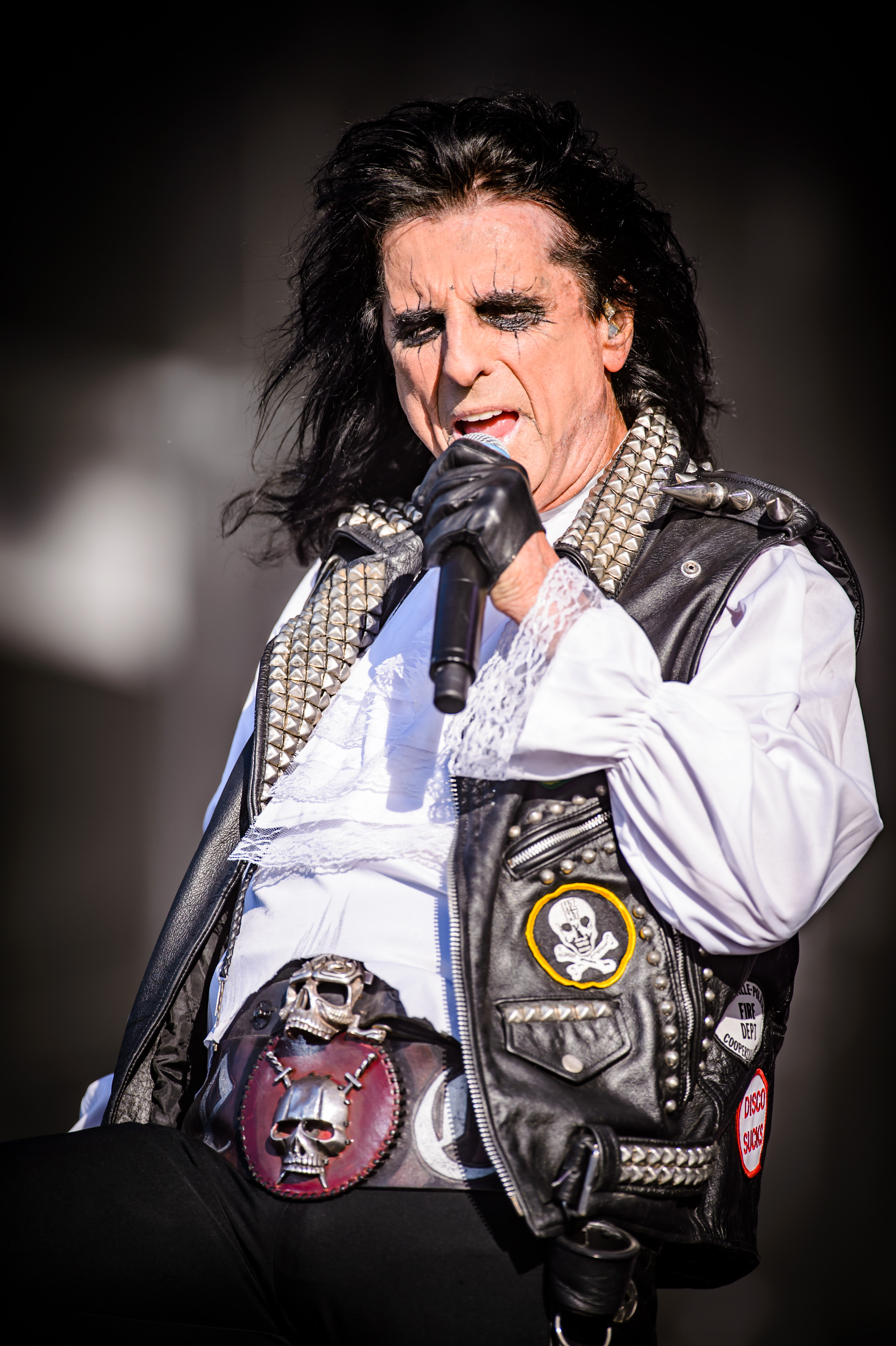
アリス・クーパー (Vo) 2017年
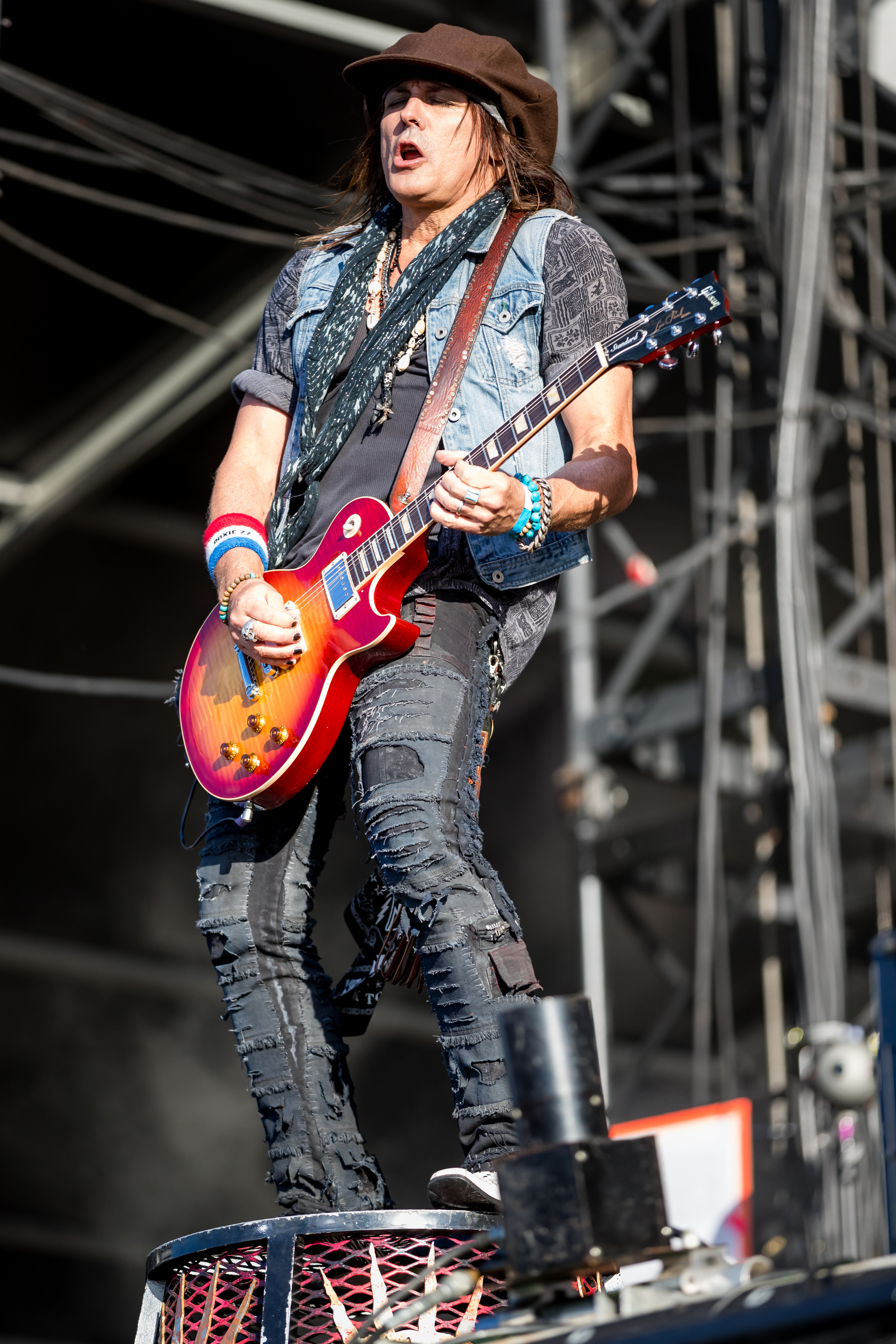
ライアン・ロキシー (G) 2017年
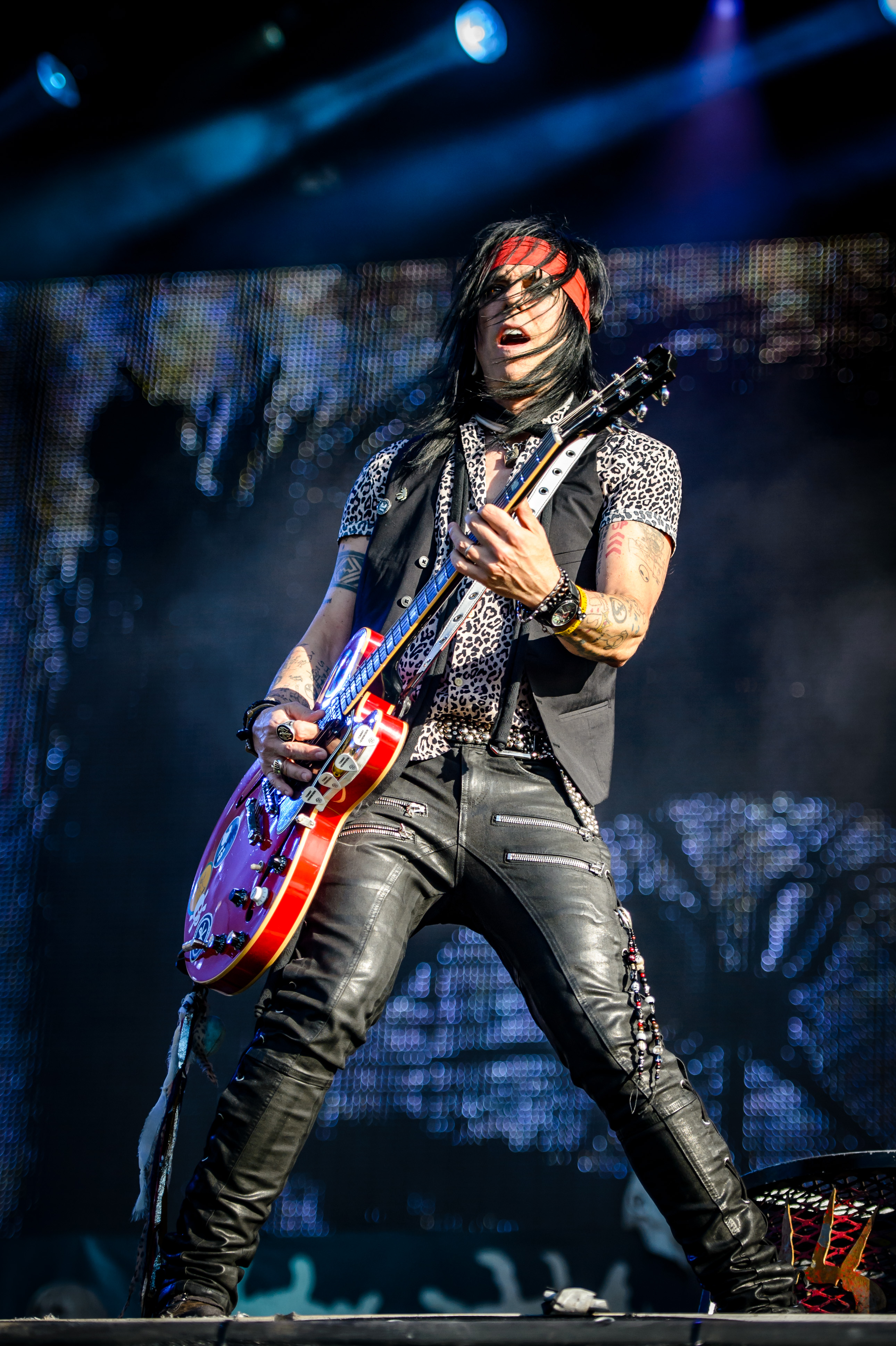
トミー・ヘンリクセン (G) 2017年
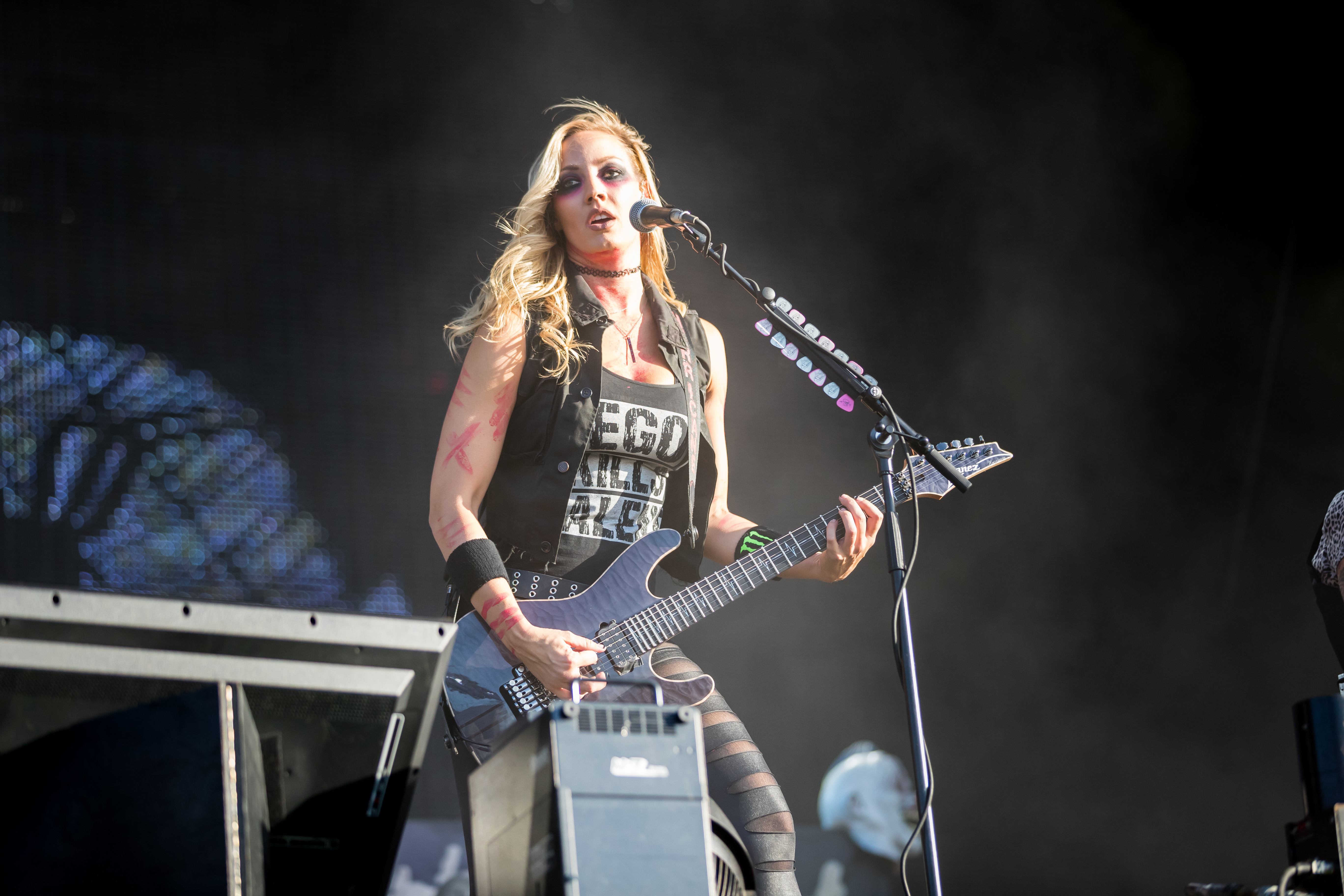
ニタ・ストラウス (G) 2017年
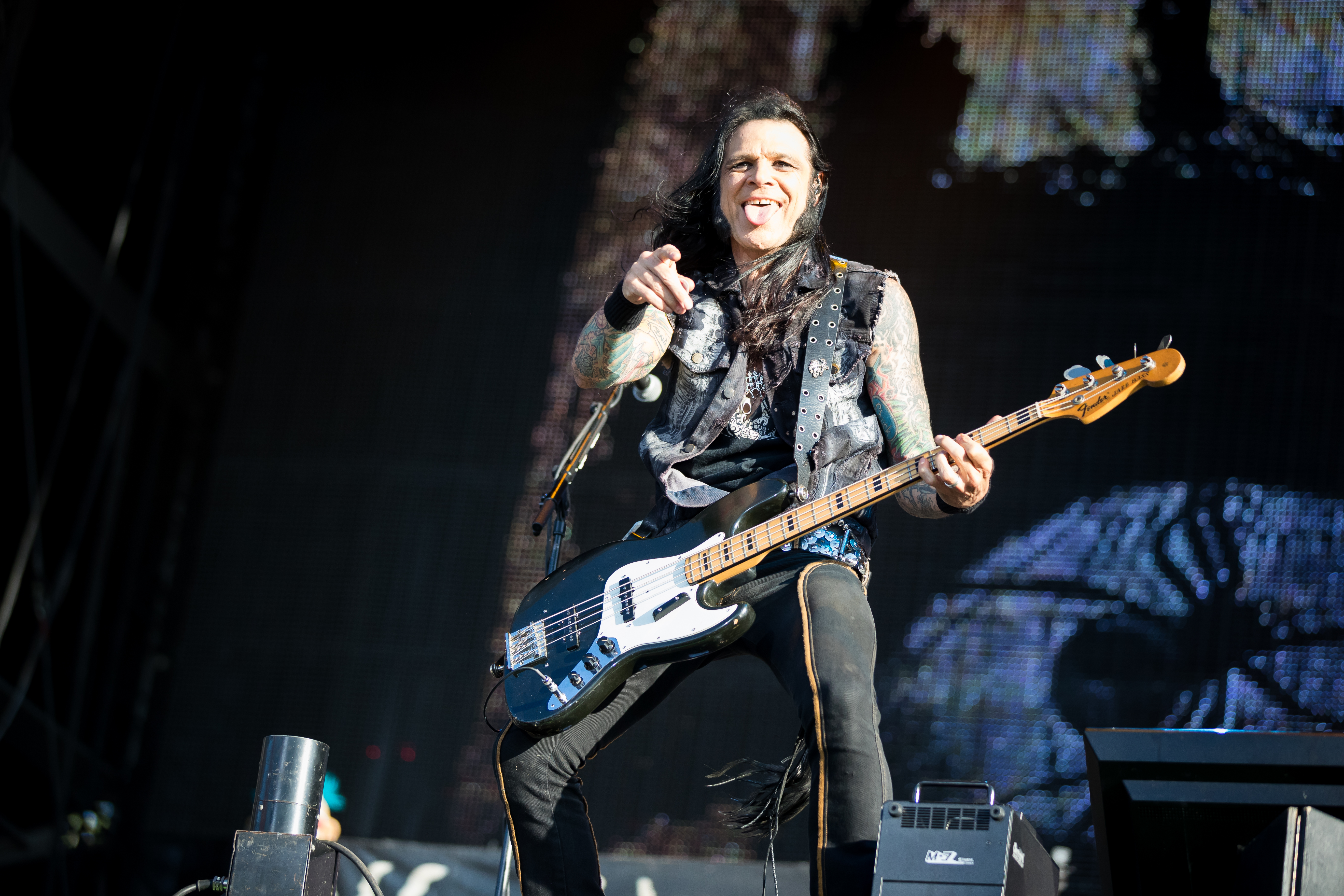
チャック・ガーリック (B) 2017年
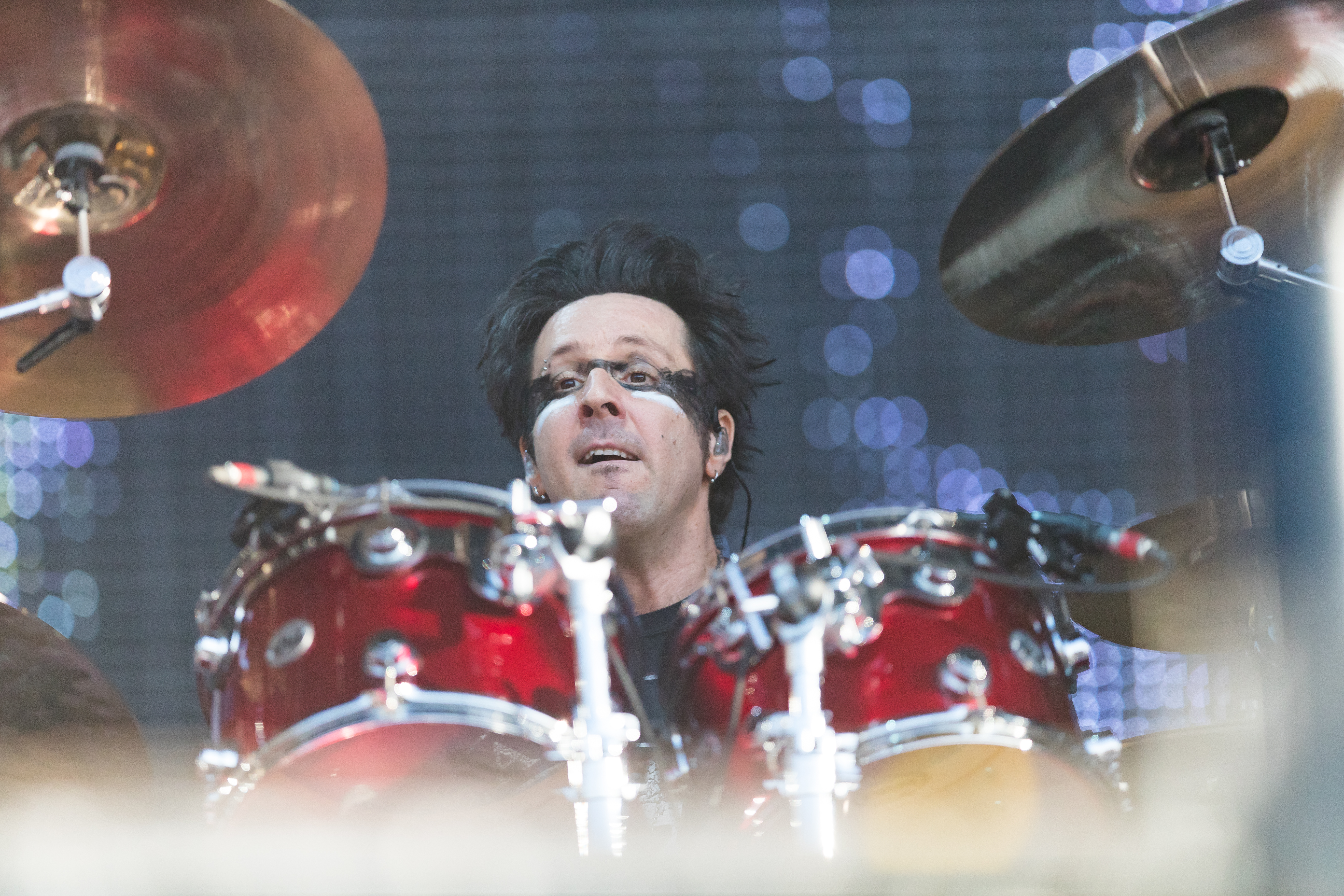
グレン・ソーベル (Ds) 2017年

## ディスコグラフィ

### アリス・クーパー

#### スタジオ・アルバム
- 『プリティーズ・フォー・ユー』 - Pretties For You (1969年)
- 『イージー・アクション』 - Easy Action (1970年)
- 『エイティーン』 - Love It To Death (1971年)
- 『キラー』 - Killer (1971年)
- 『スクールズ・アウト』 - School's Out (1972年)
- 『ビリオン・ダラー・ベイビーズ』 - Billion Dollar Babies (1973年)
- 『マッスル・オブ・ラヴ』 - Muscle of Love (1973年)

#### ライブ・アルバム
- Live at the Whiskey a Go-Go, 1969[15] (1992年)

### ソロ

#### スタジオ・アルバム
- 『悪夢へようこそ』 - Welcome To My Nightmare (1975年)
- 『アリス・クーパー地獄へ行く』 - Goes to Hell (1976年)
- 『レースとウイスキー』 - Lace & Whiskey (1977年)
- 『閉ざされた世界』 - From the Inside (1978年)
- 『フラッシュ・ザ・ファッション』 - Flush The Fasion (1980年)
- 『スペシャル・フォーセス』 - Special Forces (1981年)
- 『ジッパー・キャッチズ・スキン』 - Zipper Catches Skin (1982年)
- 『DADA』 - DaDa (1983年)
- 『コンストリクター』 - Constrictor (1986年)
- 『レイズ・ユア・フィスト・アンド・イェル』 - Raise Your Fist and Yell (1987年)
- 『トラッシュ』 - Trash (1989年)
- 『ヘイ・ストゥーピッド』 - Hey Stoopid (1991年)
- 『ザ・ラスト・テンプテーション』 - The Last Temptation (1994年)
- 『ブルータル・プラネット』 - Brutal Planet (2000年)
- 『ドラゴンタウン』 - Dragontown (2001年)
- 『ジ・アイズ・オブ・アリス・クーパー』 - The Eyes of Alice Cooper (2003年)
- Dirty Diamonds (2005年)
- He's Back（2006年）
- Along Came a Spider (2008年)
- 『悪夢へようこそ 第2章』 - Welcome 2 My Nightmare (2011年)
- Paranormal (2017年)[16]
- Detroit Stories (2021年)
- Road (2023年)

#### ライブ・アルバム
- 『ライヴ!! アリス・クーパー・ショー』 - The Alice Cooper Show (1977年)
- 『フィストフル・オブ・アリス』 - A Fistful of Alice (1997年)

ほか

#### コンピレーション・アルバム
- 『アリス・クーパーの人生と罪状の箱』 - The Life & Crimes of Alice Cooper (1999年)

ほか

### ビデオ作品
- Good to See You Again, Alice Cooper (1974年)
- Welcome to My Nightmare (1976年)
- Alice Cooper and Friends (1978年)
- Alice Cooper: The Nightmare (1983年)
- The Nightmare Returns (1987年)
- Video Trash (1989年)
- Alice Cooper Trashes The World (1990年)
- Prime Cuts: The Alice Cooper Story (1991年)
- British Rock Symphony (2000年)
- Brutally Live (2000年)
- Live at Montreux 2005 (2006年)
- Theatre Of Death: Live At Hammersmith 2009 (2010年)
- The Strange Case of Alice Cooper (2012年)
- Raise the Dead: Live from Wacken (2013年)

## 日本公演
- 1990年

8月18日 埼玉 大宮ソニックシティ、20日,22日,23日 東京 NHKホール、26日 神奈川 横浜文化体育館、27日,28日 大阪 厚生年金会館、30日 愛知 瀬戸市文化センター
- 2008年

3月25日 東京 STUDIO COAST、27日 大阪 松下IMPホール
- 2017年 「LOUD PARK 17」

10月14日 埼玉 さいたまスーパーアリーナ

※ハリウッド・ヴァンパイアーズの一員として、2018年9月15日 東京 Zeppダイバーシティにて一夜限りの特別公演（観客はアサヒビールの商品キャンペーンに当選した者や招待された関係者のみ）を行った。
※1973年10月 大蛇を連れて単身で初来日しているが、記者会見や雑誌インタビューといったプロモーションのみでショウの類は行わなかった。